# American Institute of Chemical Engineers
L'American Institute of Chemical Engineers (AIChE) est une organisation professionnelle à but non lucratif destinée à promouvoir les liens de toute nature dans le domaine de l'ingénierie chimique. Elle revendique soixante mille membres dans plus d'une centaine de pays.

## Formation et buts poursuivis
L'American Institute of Chemical Engineers a été formé en 1908 à Philadelphie par un comité de chimistes et d'ingénieurs durant une période de développement de l'industrie aux États-Unis, en particulier en réaction à la supériorité allemande dans le domaine. Sa création résulte également des tensions internes de l'American Chemical Society entre chimistes universitaires et ingénieurs.
Son activité est multiforme : organisations par thèmes et organisations locales, journaux professionnels et scientifiques, organisation de réunions professionnelles et congrès, éducation, etc.
Les membres sont répartis entre divers grades : Fellow, Senior Member, Member et Student Member. Les membres des trois premières catégories élisent le bureau directeur.

## Divisions et forums
Le large domaine applicatif couvert par l'association est divisé en secteurs d'activité et sujets de discussion.

### Divisions
- Catalysis and Reaction Engineering Division (CRE)
- Computing & Systems Technology Division (CAST)
- Education Division (EDU)
- Environmental Division (ENV)
- Food, Pharmaceutical & Bioengineering Division (FP & BE)
- Forest Bioproducts Division (FBP)
- Fuels & Petrochemicals Division (F&P)
- Management Division (MGT)
- Materials Engineering & Sciences Division (MESD)
- Nuclear Engineering Division (NE)
- Process Development Division (PD)
- Safety & Health Division  (S&H)
- Separations Division (SEP)
- Transport and Energy Processes Division (TEP)

### Forums
- Chemical Engineering & the Law Forum (ChE&L)
- Computational Molecular Science & Engineering Forum (CoMSEF)
- Nanoscale Science & Engineering Forum (NSEF)
- North American Mixing Forum (NAMF)
- Particle Technology Forum (PTF)
- Pharmaceutical Discovery, Development and Manufacturing Forum (PD2M)
- Sustainable Engineering Forum (SEF)
- Upstream Engineering & Flow Assurance Forum (UE & FA)

## Publications
- Chemical Engineering Progress : mensuel d'information[5].
- AIChE Journal : journal mensuel à comité de lecture[6] distribué par John Wiley & Sons[7].
- Process Safety Progress : trimestriel[8].
- Environmental Progress & Sustainable Energy : trimestriel[9].
- Biotechnology Progress : journal bimensuel à comité de lecture[10].

## Récompenses
L'AIChE distribue plus de soixante récompenses pour les individus, les associations ou les comités.

## Associations avec le monde industriel et académique
L'AIChE est associée à des industriels et des universitaires dans un certain nombre d'associations :
- Center for Chemical Process Safety (CCPS)[12] ;
- Design Institute for Emergency Relief Systems (DIERS)[13] ;
- Design Institute for Physical Properties (DIPPR)[14] ;
- Safety and Chemical Engineering Education Program (SAChE)[15] ;
- Institute for Sustainability (IFS)[16].